# 柳比亞濟湖
51°50′11″N 25°28′50″E / 51.83639°N 25.48056°E

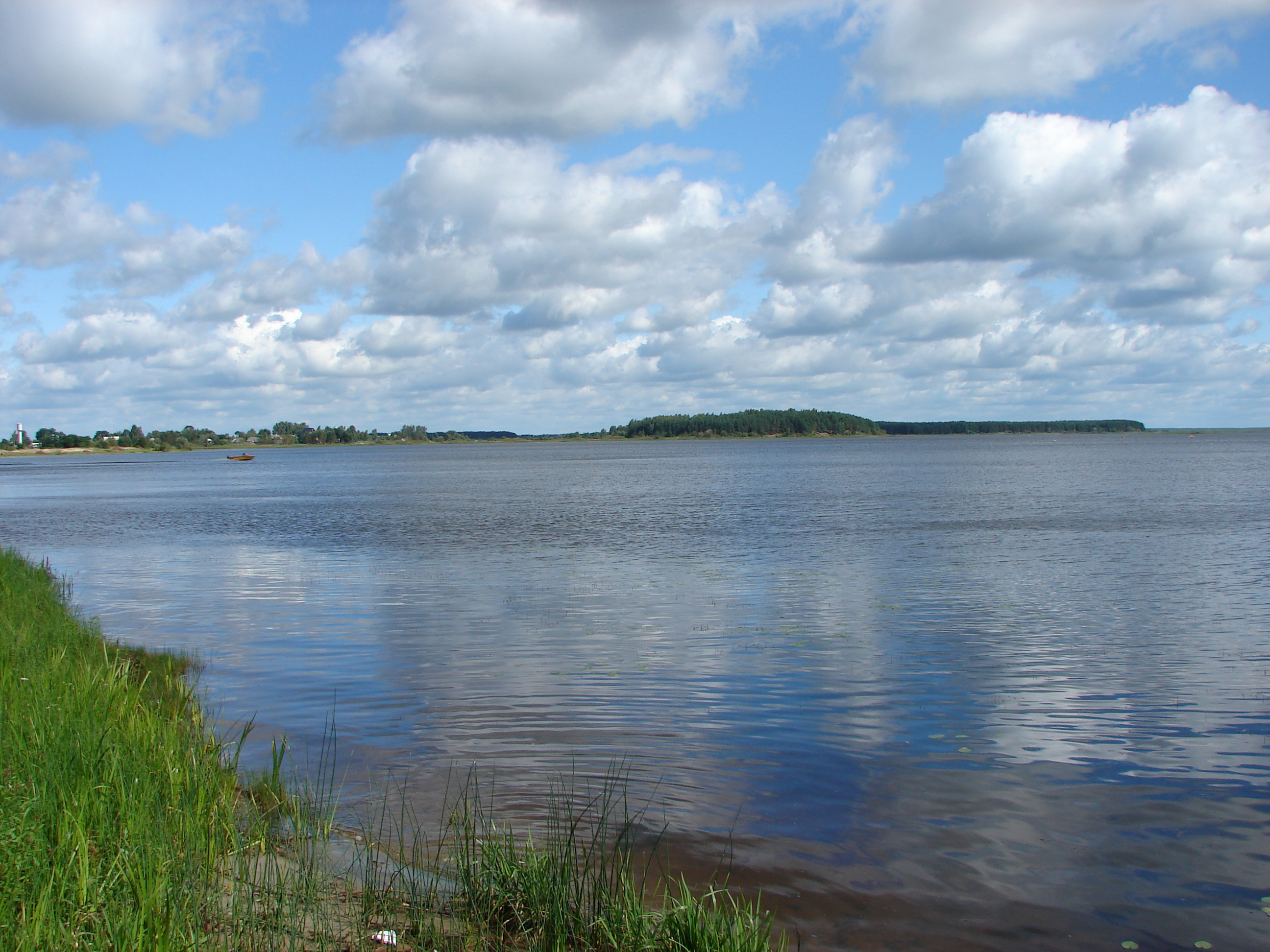

柳比亞濟湖（烏克蘭語：Люб'язь）是烏克蘭西北部的湖泊，位於柳比亞濟附近，由沃倫州的卡明-卡希爾斯基區負責管轄。該湖長3.8公里、寬2.5公里，面積5.19平方公里，平均水深2.1米，最大水深3.8米。